# Roberto Di Giovan Paolo
Roberto Di Giovan Paolo (Roma, 1º giugno 1962) è un politico e giornalista italiano.

## Biografia
Laureato in Lettere - Storia Contemporanea presso l'Università degli Studi di Roma "La Sapienza".
Ha lavorato o collaborato con: Ansa, Dossier delle Autonomie, Avvenire, Segnosette, La Discussione, Famiglia Cristiana, Azione Sociale,  TeleMontecarlo, Avvenimenti, Radio Gr Rai, Agl Finegil (il Tirreno, il Centro, Gazzetta di Venezia), Evo.
Collabora con varie riviste, come WE - World Energy e Ytali, soprattutto su temi riguardanti le politiche energetiche, di sostenibilità ed internazionali.
Da maggio 1996 a giugno 2009 è prima Segretario generale aggiunto e poi Segretario Generale dell'AICCRE (Associazione Italiana per il Consiglio dei Comuni e delle Regioni d'Europa).
È stato membro del Policy Bureau europeo del CCRE, associazione europea dei Comuni e delle Regioni d'Europa che raggruppa circa 80.000 enti locali e regionali europei, sotto la Presidenza di Pascual Maragall e di Valery Giscard D'Estaing.
È stato tra i fondatori di ELANET, rete europea della società dell'informazione.
Dalla metà del 2013 collabora anche come consulente di strategia con aziende nei settori della progettazione europea e dell'agenda digitale, versante comunicazione e cultura.
Dal luglio 2011 al 2016  è stato presidente del Forum nazionale per il diritto alla salute in carcere.

### Senatore
Dall'aprile 2008 fino a marzo 2013 è stato Senatore della Repubblica. Ha fatto parte della 13ª Commissione (Ambiente), della 14ª (Politiche dell'Unione Europea) e della Commissione Straordinaria per i Diritti Umani. Per due anni e mezzo membro della Commissione Agricoltura e politiche agro-alimentari.

### Dopo il Senato
Al termine della sedicesima legislatura è tornato alla professione di giornalista, comunicatore e docente universitario .
Ha ricoperto dal 1995 fino al 2020 il ruolo di docente a contratto presso l'Università Internazionale di Roma UNINT;da settembre 2013 di teoria e tecnica delle comunicazioni di massa; ideatore e direttore del Master "Comunicare l'Architettura" 2013-2014, nell'anno 2016-2017 ha condotto il corso di "Teorie e tecniche della comunicazione di massa" per la Facoltà di Scienze Politiche Laurea Magistrale e "Negoziazione e politica" per la Facoltà di Economia Laurea Magistrale; anno 2017-2018 e 2018-2019, "corso di Economia ed innovazione dei media".
Comunicatore, ha lavorato come libero professionista come consulente di strategia con Aziende leader di innovazione e risultati, nei settori della progettazione europea e dell'agenda digitale,versante comunicazione e cultura: Discovery Italia, E Care, Meridiana Italia, MeridianaLab, Odei- Bookpride Fiera del libro Indipendente, Events in&out (Euler Hermes,Trentino Turismo Convention Bureau, Monte dei Paschi di Siena), Gruppo Cremonini (alto di gamma con gli chef Heinz Beck e Antonello Colonna), Fondazione Exclusiva, Coopdom e Bioroma, Ince (Gran Premio Internazionale del Doppiaggio dalla nona edizione 2017). Proprietario della società STEED.

## Libri e Pubblicazioni
- 2003 Accendi i sogni - Lupetti Editore
- 2007 Comunicare rende liberi – Prefaz. Tullio De Mauro-Nutrimenti
- 2009 I papi, La chiesa e la pace – con prefaz. di Achille Ardigò e mon. Tonino Bello – ed. Iacobelli
- 2010 Piccoli Padri – Una conversazione sulla nascita dell'Unione Europea e il suo futuro - Ed. Iacobelli
- 2013 Dossetti, il dovere della politica – ed. Nutrimenti
- 2022 Un'altra storia. Se 40 anni di Thatcher e Reagan vi sembran pochi - ed. Ytali.